# Jan Kazimierz Młodecki
Jan Kazimierz Młodecki (ur. 1789, zm. 3 maja 1854) – herbu Półkozic, właściciel dóbr Brody, Warkowicze, Werba, Satniów, Serniki, prezes sądu głównego wołyńskiego, marszałek szlachty w Dubnie, kawaler maltański. Ożenił się z Dorotą Potocką, córką Jana Alojzego Potockiego herbu Pilawa Złota (24. VI 1776 – 25. V 1854, Stelmachowo, parafia Tykocin) i Marii Antoniny ks. Czartoryskiej herbu Pogoń Litewska (31. XI 1777, Korzec – 1. VII 1856), z którą miał syna Józefa Marcina (ur. przed 1843) oraz córki: Marię Antoninę i	Pelagię. W 1833 r. zakupił pałac Potockich w Brodach, który w jego rodzinie pozostał aż do 1939 r.